# Iwan Czistiakow (1865–1939)
Iwan Dmitrijewicz Czistiakow, ros. Иван Дмитриевич Чистяков (ur. 27 lipca 1865, zm. 15 maja 1939 w Łucku) – rosyjski wojskowy (generał), emigrant.
Ukończył gimnazjum w Jarosławiu, a w 1891 uniwersytet w Sankt Petersburgu. Następnie wstąpił do armii rosyjskiej. W 1892 ukończył pawłowską szkołę wojskową. Służył w stopniu podporucznika w batalionie kadrowym lejbgwardii Rezerwowego Pułku Piechoty. W 1896 r. awansował do stopnia porucznika, w 1900 sztabskapitana, zaś w 1904 r. kapitana. Objął dowództwo kompanii w lejbgwardii 3 Pułku Strzeleckiego. W 1909 otrzymał Order Świętego Stanisława 2 klasy. W 1910 mianowano go pułkownikiem. Brał udział w I wojnie światowej. Od poł. listopada 1914 r. pełnił funkcję starszego adiutanta przy sztabie Piotrogradzkiego Okręgu Wojskowego. W poł. maja 1915 r. objął dowództwo 151 Piatigorskiego Pułku Piechoty. Od poł. kwietnia 1916 dowodził brygadą w 38 Dywizji Piechoty.  Odznaczono go Orderem Św. Jerzego 4 klasy. W poł. lipca tego roku awansował na generała majora. Pod koniec stycznia 1917 został dowódcą 183 Dywizji Piechoty. Od końca kwietnia tego roku znajdował się w rezerwie oficerskiej przy sztabie Dźwińskiego Okręgu Wojskowego. Następnie krótko dowodził 7 Turkiestańską Dywizją Strzelecką. Po rewolucji bolszewickiej udał się na emigrację. Zamieszkał w Polsce.